# Centrale nucléaire de Fukushima Daiichi
La centrale nucléaire de Fukushima-Daiichi (福島第一原子力発電所, Fukushima Dai-ichi Genshiryoku Hatsudensho), aussi dénommée centrale nucléaire de Fukushima I était, avant sa mise à l’arrêt et avec une puissance de plus de 4 500 MWe, l'une des plus grandes centrales nucléaires au monde.
Elle est située sur le territoire des bourgs d'Okuma (tranches 1 à 4) et de Futaba (tranches 5 et 6), dans la préfecture de Fukushima, au bord de l'océan Pacifique, sur la côte est de l'île de Honshū (la principale île du Japon), à environ 250 kilomètres au nord de Tokyo, 45 kilomètres au nord de Iwaki, 45 kilomètres au sud de Sōma.
Il s'agit de la première centrale japonaise à avoir été entièrement construite et exploitée par TEPCO, qui exploite également la centrale nucléaire de Fukushima Daini (Fukushima II), située 12 kilomètres plus au sud.
Depuis l'accident nucléaire de Fukushima à la suite du tremblement de terre et du tsunami du 11 mars 2011, la centrale est à l'arrêt, mais trois réacteurs entrés en fusion — à ne pas confondre avec fusion nucléaire qui est un phénomène totalement différent — doivent encore être refroidis. Des équipes spéciales procèdent à des réparations et des décontaminations des zones les plus exposées à la radioactivité. Selon un comité d'experts mandaté par le gouvernement du Japon, la centrale nucléaire de Fukushima Daiichi ne pourrait, en toute sécurité, pas être fermée avant 2040.

## Description

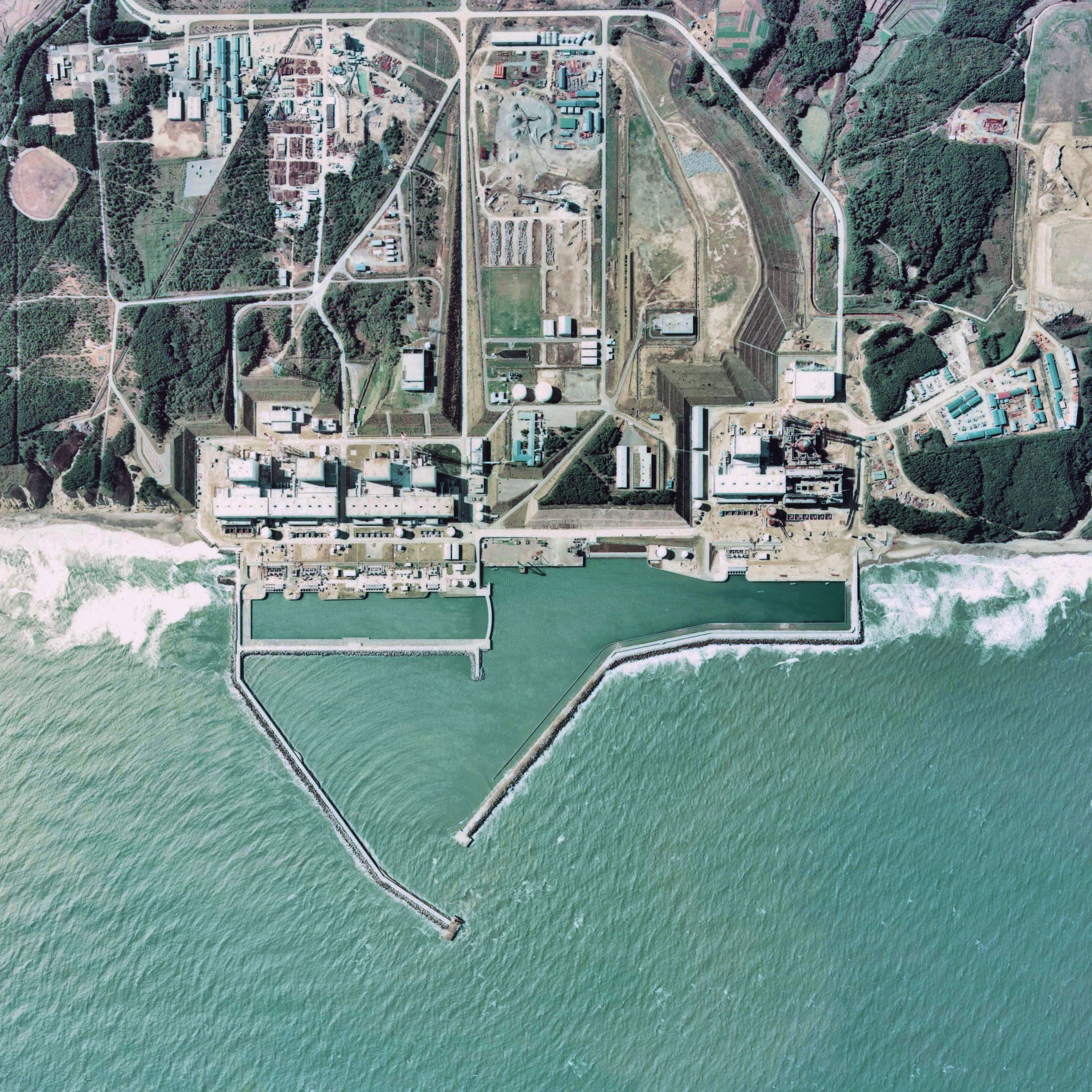
Vue aérienne de la centrale de Fukushima-Daiichi

La centrale Fukushima I (Daiichi) a été construite et est exploitée par Tokyo Electric Power Company (TEPCO), une des dix compagnies d'électricité du Japon. Elle est située au nord-est du Japon, dans la préfecture de Fukushima, au bord de l'océan Pacifique, sur la côte est de l'île de Honshū (la principale île du Japon). Fukushima I s'étend sur 350 hectares à environ 225 km au nord-est de Tokyo et à 12 kilomètres au nord de Fukushima II, qui s'étend sur 150 hectares.
Fukushima I a été mise en service le 26 mars 1971. La puissance installée est de 4 696 MWe.

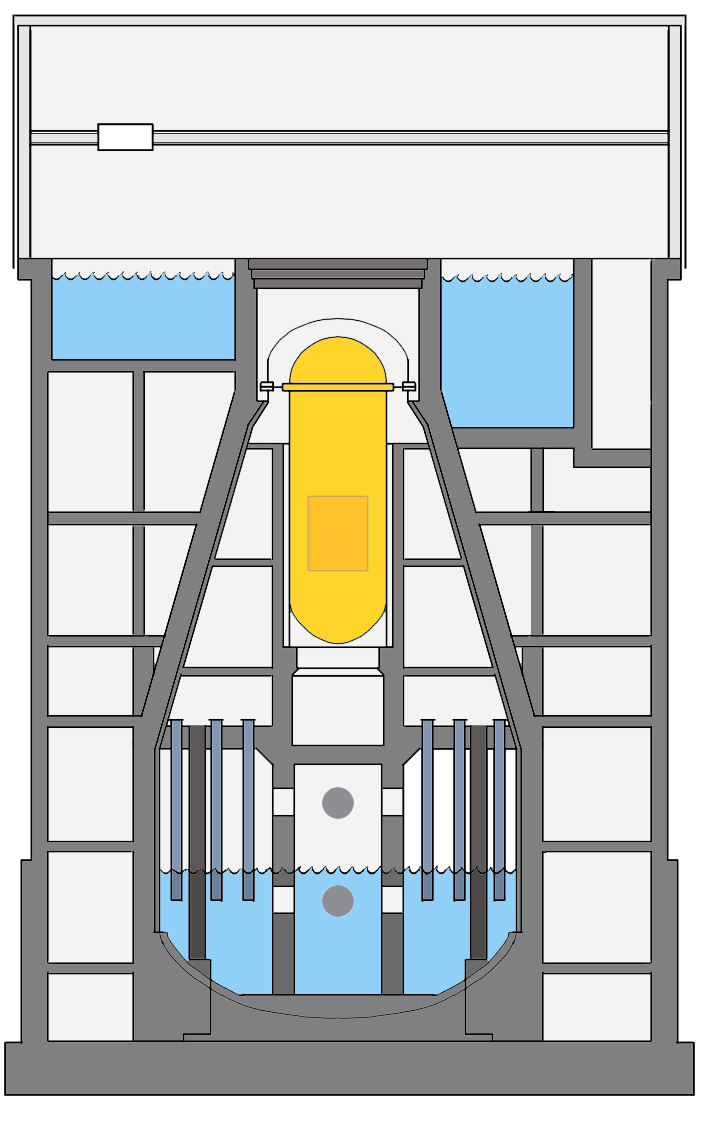
Schéma du réacteur no 6 (de type Mark II)

Elle comprend 6 réacteurs à eau bouillante (REB). Les réacteurs 1 à 5 sont de type Mark I et le réacteur no 6 est de type Mark II. Ils ont été construits par trois constructeurs différents entre 1967 et 1979 :

Réacteur de type Mark-I présent dans les bâtiments 1 à 5 de la centrale de Fukushima Daiichi (le réacteur no 6 est conçu de manière différente)

- Fukushima-Daiichi 1 : 439 MWe (puissance brute 460 MWe[8]), mis en service en 1971, construit par General Electric ; c'est le plus ancien et le moins puissant des 6 réacteurs du site. Son exploitation était initialement estimée à 40 ans au plus, a été prolongée de dix ans en février 2011 ; fusion  du cœur en mars 2011 à la suite du séisme et du tsunami ;
- Fukushima-Daiichi 2 : 760 MWe (puissance brute 784 MWe[9]), mis en service en 1974, construit par General Electric ; fusion du cœur et endommagement de l'enceinte de confinement en mars 2011 à la suite du séisme et du tsunami
- Fukushima-Daiichi 3 : 760 MWe (puissance brute 784 MWe[10]), mis en service en 1976, construit par Toshiba. À partir de septembre 2010, ce réacteur fonctionne avec 30 % de combustible MOX (mélange d'uranium et de plutonium) au lieu de l'uranium faiblement enrichi[4] ; fusion du cœur en mars 2011 à la suite du séisme et du tsunami ;
- Fukushima-Daiichi 4 : 760 MWe (puissance brute 784 MWe[11]), mis en service en 1978, construit par Hitachi ;
- Fukushima-Daiichi 5 : 760 MWe (puissance brute 784 MWe[12]), mis en service en 1978, construit par Toshiba ;
- Fukushima-Daiichi 6 : C'est un réacteur beaucoup plus puissant, de 1 067 MWe (puissance brute 1 100 MWe[13]), dessiné sur un autre modèle et mis en service en 1979, construit par General Electric[6].

Les cuves des 6 réacteurs de la centrale (et de toutes les cuves des  réacteurs nucléaires du Japon) ont été forgées par Japan Steel Works, entreprise fondée en 1907 et restructurée après la Seconde Guerre mondiale

### Types de réacteurs
La centrale est équipée de réacteurs nucléaires appelés « réacteurs à eau bouillante » (REB). Le fluide qui traverse le cœur est de l'eau déminéralisée qui, portée à ébullition au contact des barres de combustible, se transforme en vapeur et actionne des turbo-alternateurs pour produire de l'électricité.
Fukushima I est équipée de six réacteurs, mis en service entre 1971 et 1979, dont cinq selon l'architecture Mark 1. Ils ont été construits par General Electric, Toshiba et Hitachi.
Le réacteur no 3 de Fukushima I présente une singularité : il a été rénové pour recevoir du combustible MOX ; l'enceinte de confinement primaire du cœur a été changée à la fin des années 1990, de même que d'autres composants principaux internes (en acier inoxydable type 304 (SS), remplacés par des pièces en acier spécial (à faible teneur en carbone ; de type inox 316 L) pour diminuer la « corrosion inter-granulaire » des métaux du cœur du réacteur (IGSCC) exposés à une radioactivité, des pressions et températures élevées dans l'eau.

### Fonctionnement

Schéma de principe du refroidissement d’un réacteur à eau bouillante

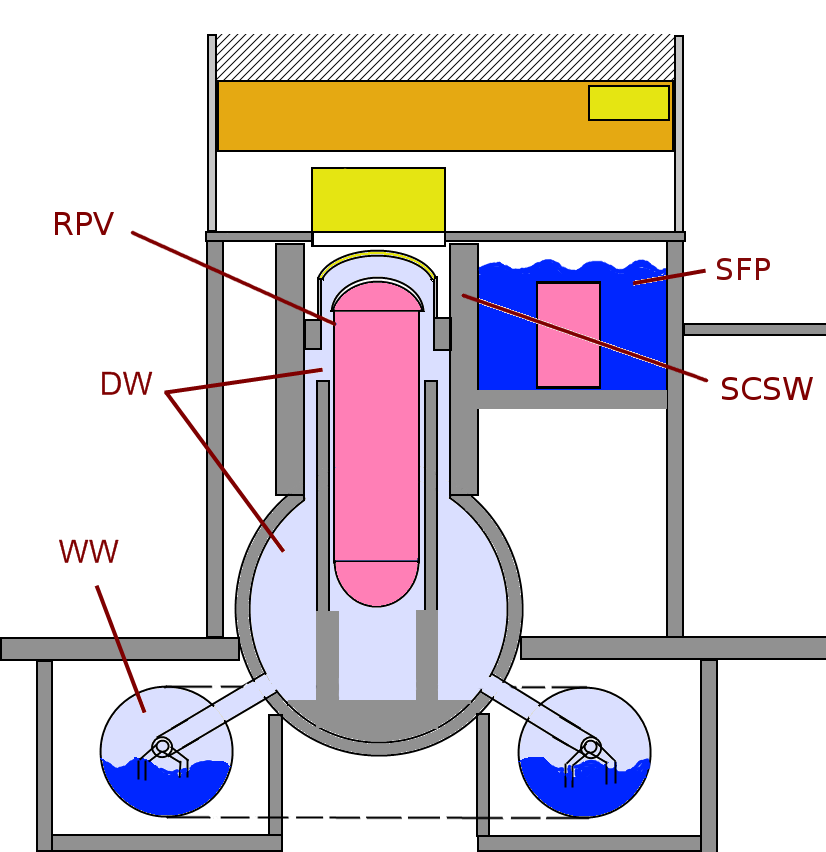
Vue schématique d’un réacteur à eau bouillante (REB) Mark tels que sont les réacteurs no 1 à 5 de la centrale de Fukushima I. Ce sont des réacteurs en acier spécial, à enceinte de confinement en béton et à piscine de condensation en acier de forme torique (structure en anneau sous le réacteur, WW). C’est la partie haute du bâtiment qui a été soufflée par l’explosion due à la formation d'hydrogène. La piscine d'entreposage (SFP) se trouve en haut, hors de l'enceinte de confinement. La partie haute de l'enceinte de confinement (SCSW) peut être démontée pour permettre le transfert du combustible sous eau.

Chaque réacteur contient une cuve d'acier étanche, épaisse de 16 centimètres, qui enferme un ensemble de tubes d'alliage de zirconium (dits « crayons ») verticaux parallèles remplis d'uranium enrichi, le combustible  nucléaire radioactif. Cette partie est appelée le cœur du réacteur. Chaque tube, d'environ 4 mètres de long, contient un empilement d'environ 360 pastilles de combustible ici sous forme de céramique. À titre de comparaison, une pastille de 7 grammes peut libérer autant d'énergie qu'une tonne de charbon.
Certains noyaux des atomes composant le combustible sont fissionnés quand ils sont frappés par des neutrons. Cette réaction nucléaire dégage une forte énergie et libère elle-même des neutrons entretenant ainsi une réaction en chaîne tant que les conditions nécessaires sont réunies. Quand le réacteur fonctionne, de l'eau circule dans la cuve ; elle est chauffée et transformée en vapeur au contact des crayons de combustible nucléaire.
Pour maîtriser la réaction en chaîne, on utilise des grappes de barres mobiles verticales (généralement appelées « barres de contrôle ») qui ont la propriété d'absorber les neutrons. Dans un REB, elles sont situées en dessous du cœur et doivent être soulevées pour ralentir la réaction. Leur remontée totale dans le cœur, en cas d'urgence par exemple, permet d'arrêter totalement la réaction en chaîne.
Selon TEPCO, la dispersion des matières radioactives peut être freinée par cinq barrières en cas d'accident :
1. la céramique des pastilles de combustible leur permet de résister aux hautes températures et à la corrosion ;
2. les tubes métalliques contenant ces pastilles sont étanches et piègent en partie haute les gaz qui s'échappent des pastilles ;
3. la cuve en acier qui abrite le cœur du réacteur constitue une troisième barrière ;
4. l'enceinte de confinement d'une épaisseur de quatre centimètres qui entoure le réacteur constitue la quatrième barrière ;
5. enfin cette enceinte est elle-même englobée dans un bâtiment dont les parois de béton ont une épaisseur de 1,5 mètre.

Dans le cas des réacteurs de la centrale de Fukushima I, l'enceinte de confinement en béton entourant la cuve est en communication via des tuyauteries de fort diamètre avec un tore placé en partie inférieure et contenant de l'eau froide et réfrigérée par un circuit externe dans laquelle les dites tuyauteries plongent. Ce système dit « de barbotage » permet de condenser la vapeur éventuellement présente dans le compartiment entourant la cuve du réacteur de façon à prévenir une augmentation excessive de pression. La réserve d'eau de barbotage sert également à condenser la décharge des soupapes de sûreté placées en amont des vannes d'isolement vapeur, vannes qui doivent se fermer à la demande, en 3 à 5 secondes en cas de nécessité. Les éventuelles « décharges » de gaz ou de vapeur destinées à décomprimer l'enceinte de confinement sont faites grâce à une (ou plusieurs) lignes d'évents du tore de barbotage.
Les installations comportent en outre des bassins remplis d'eau (appelés « piscines ») destinés à l'entreposage à long terme des éléments combustibles usés déchargés des réacteurs, en vue de leur refroidissement. Dans ces piscines, la puissance thermique résiduelle des éléments combustibles décroît durant des durées variables jusqu'à rendre possible leur évacuation vers les centres de retraitement ou de stockage. Ces derniers s'effectuent en conteneur blindé sous air maintenu en légère dépression.

### Caractéristiques des réacteurs de Fukushima-Daiichi
Les caractéristiques détaillées de chaque réacteur sont données ci-après,.
| Nom du réacteur     | Type enceinte | Modèle de réacteur | Capacité [MW]   | Capacité [MW] | Capacité [MW] | Exploitant | Constructeur                | Début constr. | Raccord. au réseau | Mise en service comm. | Mise à l’arrêt définitif |
| Nom du réacteur     | Type enceinte | Modèle de réacteur | Thermique (MWt) | brute (MWe)   | Nette (MWe)   | Exploitant | Constructeur                | Début constr. | Raccord. au réseau | Mise en service comm. | Mise à l’arrêt définitif |
| ------------------- | ------------- | ------------------ | --------------- | ------------- | ------------- | ---------- | --------------------------- | ------------- | ------------------ | --------------------- | ------------------------ |
| Fukushima Daiichi-1 | Mark-I        | BWR-3              | 1 380           | 460           | 439           | TEPCO      | General Electric (GE)/GETSC | juillet 1967  | novembre 1970      | mars 1971             | mai 2011                 |
| Fukushima Daiichi-2 | Mark-I        | BWR-4              | 2 381           | 784           | 760           | TEPCO      | General Electric (GE)/T     | janvier 1969  | décembre 1973      | juillet 1974          | mai 2011                 |
| Fukushima Daiichi-3 | Mark-I        | BWR-4              | 2 381           | 784           | 760           | TEPCO      | TOSHIBA                     | décembre 1970 | octobre 1974       | mars 1976             | mai 2011                 |
| Fukushima Daiichi-4 | Mark-I        | BWR-4              | 2 381           | 784           | 760           | TEPCO      | HITACHI                     | février 1973  | février 1978       | octobre 1978          | mai 2011                 |
| Fukushima Daiichi-5 | Mark-I        | BWR-4              | 2 381           | 784           | 760           | TEPCO      | TOSHIBA                     | mai 1972      | septembre 1977     | avril 1978            | décembre 2013            |
| Fukushima Daiichi-6 | Mark-II       | BWR-5              | 3 293           | 1 100         | 1 067         | TEPCO      | GE/T                        | octobre 1973  | avril 1979         | octobre 1979          | décembre 2013            |

## Gestion de la sûreté préalablement à l'accident du 11 mars 2011

### Maintenance
L’enveloppe du cœur du réacteur no 3 a été changée à la fin des années 1990, de même que d’autres composants principaux internes en acier inoxydable du type 304 (norme AISI-SAE) qui ont été remplacés par des pièces en acier inoxydable du type 316 L à plus faible teneur en carbone et plus forte teneur en nickel pour diminuer la corrosion intergranulaire des métaux du cœur du réacteur (IGSCC).

### Incidents
La compagnie d'électricité japonaise TEPCO a indiqué qu'il était possible qu'en 1978 l'une des barres de combustible nucléaire soit tombée dans le cœur d'un réacteur de l'unité no 3 de la centrale, ce qui pourrait avoir provoqué une réaction de fission nucléaire spontanée ayant atteint un stade critique.

### Gestion de la sûreté par l'opérateur
Un scandale qui éclate en 2002 révèle que TEPCO a, durant les années 1980 et 1990, falsifié une trentaine de rapports d'inspection constatant des fissures ou des corrosions sur les enveloppes des réacteurs dont ceux de la centrale de Fukushima. La direction de TEPCO doit démissionner et plusieurs réacteurs sont alors fermés,. En 2007, on apprend que TEPCO a en fait dissimulé 199 incidents entre 1984 et 2002.
Dans un rapport remis le 28 février 2011 à l'Agence japonaise de sûreté nucléaire, TEPCO admet avoir de nouveau falsifié plusieurs rapports d'inspection : elle n'a en réalité pas contrôlé trente-trois éléments des six réacteurs de Fukushima-Daiichi. Parmi ceux-ci figurent un moteur et un générateur électrique d'appoint pour le réacteur no 1, ainsi qu'un tableau électrique qui n'avait pas été vérifié depuis 11 ans,,.
Le 31 mars, le Wall Street Journal révèle que les plans de gestion d'urgence de TEPCO, quoique conformes à la législation japonaise, ne correspondent qu'à des incidents mineurs, ce qui n'a pas permis à l'opérateur de réagir efficacement durant les premiers jours de la crise. Interrogé sur cette question, un porte-parole de l'Agence japonaise de sûreté nucléaire déclare : « Nous sommes douloureusement conscients que ces plans étaient insuffisants »,.
Après l'irradiation de trois sous-traitants le 24 mars, l'Agence japonaise de sûreté nucléaire notifie immédiatement à l'opérateur de revoir ses mesures de radioprotection sur le site. Malgré cela la chaîne de télévision japonaise NHK révèle le 31 mars que la dosimétrie des travailleurs sur le site n'est pas précisément suivie car TEPCO n'a plus assez de dosimètres. Cela déclenche des réactions furieuses de la part des autorités japonaises.
Le 29 décembre 2011, NHK World révèle que les générateurs de secours, tombés en panne lors de l'accident nucléaire de Fukushima, avaient déjà subi une inondation 20 ans plus tôt à la suite d'une fuite d'eau. À cette occasion, deux des générateurs de secours étaient tombés en panne. Malgré cet incident, TEPCO avait seulement fait installer des portes étanches mais n'avait cependant pas déménagé en hauteur ces générateurs.

### Risque sismique
En mars 2007, la centrale nucléaire de Shika (exploitée par la Compagnie d'électricité Hokuriku) subit un tremblement de terre, sans dégât annoncé. En juillet, un autre séisme provoqua un incendie (et des fuites radioactives limitées) à la centrale de Kashiwazaki-Kariwa (exploitée par TEPCO). Ces problèmes provoquent au Japon une controverse sur le risque nucléaire en cas de tremblement de terre : « Le 25 mars, la centrale de Shika, exploitée par la Hokuriku Electric Power Co., a été affectée par un tremblement de terre qui n'était pas supposé pouvoir arriver. » Les défaillances de l'Agence japonaise de sûreté nucléaire, des exploitants japonais en général, et de TEPCO en particulier sont pointées du doigt.
C'est également en 2007 que TEPCO réalise une étude sur le risque d'un tsunami de grande ampleur. L'étude estime ce risque à 10 % sur cinquante ans. TEPCO décide de le négliger, arguant que « cette estimation ne faisait pas consensus parmi les experts ».
Un comité d'experts est alors chargé de revoir les normes anti-sismiques. En août 2007, Katsuhiko Ishibashi, un sismologue japonais réputé, démissionne de ce comité : pour lui, les nouvelles normes ne sont pas assez strictes et ne garantiront pas la sûreté. Il écrit alors : « À moins de prendre des mesures radicales pour réduire la vulnérabilité des centrales nucléaires en cas de séisme, le Japon pourrait subir une réelle catastrophe nucléaire dans un proche avenir »,.
Selon The Daily Telegraph, un document communiqué par WikiLeaks montrerait qu'un expert de l'Agence internationale de l'énergie atomique (AIEA) a en décembre 2008 averti le Japon du caractère obsolète de ses critères de sécurité ; les réacteurs japonais, dont ceux de Fukushima, ne pouvant résister au maximum qu'à des séismes de magnitude 7 (le séisme du 11 mars 2011 était de magnitude 9). Plutôt que de contraindre les exploitants à renforcer leurs installations, le gouvernement japonais réagit en mettant sur pied un centre de réponse aux urgences sur le site de Fukushima,.

### Risque lié aux effets d'un tsunami
Lorsque la construction de la centrale nucléaire commence en 1967, l'estimation retenue pour la hauteur potentielle maximale d'un tsunami sur le site dépasse à peine trois mètres. Les autorités de TEPCO indiqueront plus tard que le mur de protection à Fukushima était conçu pour résister à des tsunamis déclenchant des vagues hautes de 5,7 mètres[réf. souhaitée].
Les connaissances scientifiques évoluent, et dans un rapport publié en juillet 2002, une commission publique de sismologues estime à 20 % la probabilité qu’un tremblement de terre de magnitude 8 déclenche un redoutable tsunami au large du littoral au cours des trois décennies suivantes. L'Agence de sûreté nucléaire et industrielle demande alors à TEPCO d'effectuer une simulation de tsunami pour Fukushima Daiichi et d'autres centrales, mais TEPCO refuse jusqu'en 2008. La conclusion de sa simulation est alors qu'un tsunami consécutif à un fort séisme atteindrait une hauteur de 15,7 mètres, suffisante pour inonder la centrale. Pourtant, TEPCO ne fait rien pour réduire le risque, et attend le début d'année 2011 pour informer l'ASNI des conclusions de l'étude. En mars 2011, les vagues atteignent la hauteur de 14 mètres du fait de leur énergie cinétique.

## Accident consécutif au séisme majeur du 11 mars 2011
La centrale nucléaire de Fukushima Daiichi 1 a subi son plus grave accident nucléaire à la suite du séisme du 11 mars 2011 de magnitude 9 qui a dévasté le nord de l'archipel nippon.
À la suite du tremblement de terre et du tsunami qui ont dévasté le Nord-Est du Japon le 11 mars 2011, les réacteurs 1, 2 et 3 ont subi une fusion du combustible.
Le 11 avril 2011, l'incident a été classé au niveau 7 de l'échelle INES au même titre que celui de Tchernobyl,,. Fin août 2013, d'après TEPCO, gestionnaire de la centrale, celle-ci continue toujours à fuir.